# Courtney Marsh
Courtney Marsh é uma cineasta americana. Como reconhecimento, foi nomeado ao Oscar 2016 na categoria de Melhor Documentário em Curta-metragem por Chau, Beyond the Lines.